# Classe World
La classe World è una classe di navi da crociera di MSC Crociere costruita dai cantieri francesi Chantiers de l'Atlantique. Sono previste quattro navi; la capoclasse, MSC World Europa, è stata varata nel 2022.

## Storia

### L'annuncio
Nell'aprile 2016, MSC Crociere ha presentato una nuova classe di navi da crociera chiamata World Class, dopo aver firmato una lettera di intenti per un massimo di quattro navi della classe da STX France, un ordine del valore di circa 4,5 miliardi di euro, presso il Palazzo dell'Eliseo. L'annuncio è arrivato dopo la conferma di MSC di aver già finalizzato l'ordine per due delle navi. Il design di classe World fu la terza nuova classe ordinata da MSC negli ultimi anni dopo le classi Meraviglia e Seaside. Inizialmente si stimava che ogni nave della classe misurasse circa 200 000 tonnellate e ospitasse oltre 2 700 cabine per una capacità di circa 5 400 passeggeri, rendendo la classe World la seconda classe di navi da crociera più grande al mondo. MSC annuncio inoltre che tutte le navi della erano progettate per essere alimentate a gas naturale liquefatto (GNL).

### Programma
Inizialmente la consegna delle navi era programmata per il 2022, 2024, 2025 e 2026. Il contratto per le ultime due navi, la cui consegna è ora prevista rispettivamente nel 2025 e nel 2027, è stato firmato nel gennaio 2020.
Il 31 ottobre 2019, MSC durante la cerimonia del taglio della lamiera presso Chantiers de l'Atlantique ha annunciato il nome della prima nave della classe World come MSC Europa, inaugurando la costruzione della nave. Successivamente il nome della nave venne cambiato in MSC World Europa, come annunciato durante la cerimonia di posa della chiglia il 29 giugno 2020.

## Progettazione e specifiche
Nel maggio 2017, durante la cerimonia di consegna della MSC Meraviglia tenutasi presso il cantiere navale STX France di Saint-Nazaire, in Francia, MSC Crociere ha rilasciato nuovi dettagli e rendering della classe di navi. Nell'annuncio, MSC ha rivelato che ciascuna delle quattro navi ordinate avrebbe avuto una capacità di 6.850 passeggeri distribuiti in 2.760 cabine, più di qualsiasi altra nave da crociera della compagnia. Ogni nave misurerebbe 330 metri (1 082 ft 8 in) di lunghezza e 47 metri (154 ft 2 in) di larghezza e avrebbe integrato un design dello scafo a forma di "Y" per ampie vedute e un design della prua a forma di "G" per l'efficienza del carburante e la maggiore stabilità. Le caratteristiche iniziali annunciate includevano la poppa delle navi aperta, con il ponte di passeggiata inferiore fiancheggiato da cabine con balcone e locali.

## Navi
| Nave               | Consegna           | Stazza Lorda | Bandiera | Numero IMO | Numero di costruzione | Note | Immagine |
| ------------------ | ------------------ | ------------ | -------- | ---------- | --------------------- | --- | -------- |
| MSC World Europa   | 24 ottobre 2022    | 215 863      | Malta    | 9837420    | W34                   | Prima nave della classe. |          |
| MSC World America  | 27 marzo 2025      | 216 638      | Malta    | 9837432    | X34                   | Seconda nave della classe. Originariamente previsto per la primavera del 2024. La costruzione è iniziata il 24 ottobre 2022. Viaggio inaugurale avvenuto il 12 aprile 2025. |          |
| MSC World Asia     | dicembre 2026      |              |          |            |                       | |          |
| MSC World Atlantic | 2027 (pianificata) |              |          |            |                       | |          |
| World Class 5      | 2029 (pianificata) |              |          |            |                       | |          |
| World Class 6      | 2030 (pianificata) |              |          |            |                       | |          |